# Engyodontium aranearum
Engyodontium aranearum är en svampart som först beskrevs av Fridiano Cavara, och fick sitt nu gällande namn av W. Gams, de Hoog, Samson & H.C. Evans 1984. Engyodontium aranearum ingår i släktet Engyodontium och familjen Cordycipitaceae.   Inga underarter finns listade i Catalogue of Life.